# 5 февраля
5 февраля — 36-й день года  по григорианскому календарю.
До конца года остаётся 329 дней (330 дней в високосные годы).
До 15 октября 1582 года — 5 февраля по юлианскому календарю, с 15 октября 1582 года — 5 февраля по григорианскому календарю.
В XX и XXI веках соответствует 23 января по юлианскому календарю.

## Праздники и памятные дни
См. также: Категория:Праздники 5 февраля

### Национальные
- Бурунди — День единства.
- Мексика — День Конституции.
- Пакистан — День солидарности с Кашмиром.
- Сан-Марино — День св. Агаты и освобождения от Альберонийской оккупации.
- США — Национальный день метеоролога.
- Финляндия — День Рунеберга.

### Религиозные
Католицизм
 — Память Агаты Сицилийской;
 — память Адельгейды из Филиха.
 Православие
⟨Русская Православная Церковь⟩
 — Собор Костромских святых;
 — воспоминание VI Вселенского Собора (680—681);
 — память священномученика Климента, епископа Анкирского, и мученика Агафангела (ок. 312);
 — память преподобного Мавсимы Сирина (IV);
 — память преподобного Саламана Молчальника (ок. 400);
 — память святителя Павлина Милостивого, епископа Ноланского (431);
 — память преподобного Геннадия Костромского и Любимоградского (1565);
 — перенесение мощей святителя Феоктиста, архиепископа Новгородского (1786);
 — память преподобномученика Серафима (Булашова), преподобномучениц Евдокии Кузьминовой и Екатерины Черкасовой, мученицы Милицы Кувшиновой (1938).

### Именины
- Католические: Агата, Аделаида, Алиса
- Православные: Агафангел, Владимир, Геннадий, Евдокия, Евсевий, Екатерина, Иван, Иосиф, Климент, Мавсима, Макарий, Милица, Павлин, Саламан, Серафим, Феоктист, Фёдор

### Прочие
- День памяти дипломатических курьеров, погибших при исполнении служебных обязанностей[источник не указан 809 дней]

## События
См. также: Категория:События 5 февраля

### До XIX века
- 2 до н. э. — Октавиан Август получает титул «отца отечества».
- 62 — сильное землетрясение в Помпеях, описанное, в частности, в «Анналах» Тацита. Бедствие нанесло большой урон городу, практически все постройки в той или иной степени были повреждены. Бо́льшая часть зданий была отремонтирована, однако некоторые сохранили повреждения до самой гибели города в 79 году.
- 1204 — Алексей V Дука провозглашён византийским императором после падения правящей династии Ангелов.
- 1265 — 183-м папой римским избран Ги Фулькуа Ле Гро, принявший имя Климент IV.
- 1494 — заключён «вечный мир» между Великим князем литовским Александром и Великим князем московским Иваном III, завершивший Пограничную войну 1487—1494 гг.
- 1597 — по приказу Тоётоми Хидэёси в городе Нагасаки (Япония) казнены через распятие 26 католиков, известных как 26 японских мучеников из Нагасаки. В 1862 году они были канонизированы римским папой Пием IX.
- 1721 — Пётр I издал Указ об учреждении Духовной коллегии[4] — будущего Святейшего синода.
- 1740 — папа римский Климент XII вернул Сан-Марино полную независимость и освободил от оккупации войсками испанского кардинала Хулио Альберони.
- 1777 — Провинциальный конгресс Джорджии принял первую конституцию штата.
- 1778 — Южная Каролина первой из штатов ратифицировала «Статьи Конфедерации и вечного союза» — первый конституционный документ США.
- 1782 — после пятимесячной осады капитулировала Минорка.
- 1783 — в Калабрии происходит первое из серии землетрясений, унёсших жизни от 32 до 50 тысяч человек.

### XIX век
- 1805 — британское судно «Граф Абергавенни»[англ.] затонуло вблизи маяка Портланд-Билл; погибли 263 человека.
- 1807 — у острова Родригес была потеряна связь с кораблями Blenheim и Java; погибли около 870 человек.
- 1810 — Пиренейские войны: французские войска начали осаду Кадиса.
- 1818 — маршал Франции Жан Батист Бернадот стал королём Швеции и Норвегии под именем Карла XIV Юхана, основав правящую поныне в Швеции династию Бернадотов.
- 1852 — для публики впервые открылся Новый Эрмитаж.
- 1859 — победив на выборах господаря в Молдове и Валахии, первым правителем Соединённых княжеств Молдовы и Валахии (с января 1862 г. — Румынское княжество) стал Александру Иоан Куза.
- 1885 — король Бельгии Леопольд II объявил Свободное государство Конго «личным владением» короля.
- 1887 — в театре «Ла Скала» прошла премьера оперы Джузеппе Верди «Отелло» с участием Ф. Таманьо (Отелло) и В. Мореля (Яго).

### XX век
- 1901 — в Москве состоялось открытие «Магазина Г. Г. Елисеева и погреба русских и иностранных вин».
- 1909 — бельгийский химик Лео Бакеланд сообщил о полученном им материале, который он назвал «бакелитом». Данный материал был первым синтетическим реактопластом — пластиком, который не размягчался при высокой температуре.
- 1913 — греческие лётчики Михаил Мутусис и Аристидис Морайтинис совершили первый в мировой истории боевой полёт военно-морской авиации.
- 1916
  - В Цюрихе открылось «Кабаре Вольтер» — место рождения дадаизма.
  - Началась Трапезундская операция, завершившаяся взятием русскими войсками Трапезунда.
- 1917 — в результате Мексиканской революции принята Конституция Соединённых Штатов Мексики.
- 1918
  - Корабль ВМС США «Тускания»[англ.] был торпедирован и затонул у побережья Ирландии, став первым погибшим кораблём из числа перевозивших американские войска в Европу.
  - Советом Народных Комиссаров РСФСР был опубликован декрет Об отделении церкви от государства и школы от церкви. По некоторым пунктам декрета религиозные общества были поражены в своих частных правах.
  - Стивен Томпсон[англ.], сбив в районе Саарбрюккена немецкий Albatros D.III, становится первым военнослужащим США, одержавшим воздушную победу.
- 1919
  - Мэри Пикфорд, Дуглас Фэрбенкс, Чарли Чаплин и Дэвид Гриффит организовали киностудию United Artists
  - Папа римский Бенедикт XV утверждает Полевой ординариат Войска польского.
  - Первая в Европе регулярная авиалиния связывает Берлин и Веймар.
- 1924
  - ВВС начинает ежечасную передачу сигналов точного времени.
  - В Шамони закончились I зимние Олимпийские Игры. В медальном зачёте лучшими были норвежцы.
- 1926 — вооружённое нападение на советских дипломатических курьеров Т. И. Нетте (убит) и И. А. Махмасталя (ранен) на территории Латвии. 5 февраля отмечается как день памяти дипкурьеров, погибших при исполнении служебных обязанностей.
- 1928 — удаётся искусственно синтезировать витамин D.
- 1938 — в Берлине начался первый чемпионат мира по гандболу среди мужчин. 4 сборные определили чемпиона за два игровых дня, победителем стала Германия.
- 1939 — 68-м председателем правительства Испании стал Франсиско Франко.
- 1941 — Вторая мировая война: началась битва при Кэрэне, одно из основных сражений восточноафриканской кампании.
- 1942
  - Вторая мировая война: в городе Бузулук начал создаваться 1-й Чехословацкий пехотный батальон (подполковник Людвик Свобода).
  - В Лондоне между правительствами СССР и Канады подписано соглашение об установлении консульских отношений, об обмене консульскими представителями.
- 1943
  - Вторая мировая война: ВВС США нанесли бомбовый удар по Курильским островам, самой северной части японской метрополии.
  - Вторая мировая война: вступила в строй «Дорога Победы», напрямую связавшая блокадный Ленинград с остальной страной.
- 1944
  - Вторая мировая война: в Гааге двумя бойцами голландского сопротивления из ячейки CS-6 проведена успешная акция против генерала Хендрика Сейффардта, руководителя коллаборационистского Голландского легиона[нидерл.].
  - Вторая мировая война: в ходе Североафриканской кампании Ливия полностью перешла под контроль антигитлеровской коалиции.
- 1945
  - Вторая мировая война: американские войска в ходе Филиппинской операции заняли Манилу. Освобождены 5785 узников лагеря для военнопленных «Санто-Томас»[англ.].
  - Вторая мировая война: в селе Барыш (около Тернополя) отряд УПА учинил резню[пол.] польского населения. 135 человек погибли.
- 1946
  - В Северной Корее основана Партия молодых друзей небесного пути — одна из трёх политических партий в КНДР.
  - Вступил в силу «Договор между СССР и Польской Республикой о советско-польской государственной границе». Юридически он зафиксировал переход Западной Украины и Западной Белоруссии от Польши к СССР. Польше возвращались часть территорий, в том числе Белостокская область.
- 1947 — президентом Польши стал Болеслав Берут.
- 1952 — в Нью-Йорке установлен первый светофор для пешеходов.
- 1953 — премьера мультфильма «Питер Пэн».
- 1956 — в Кортина-д’Ампеццо закончились VII зимние Олимпийские Игры. В медальном зачёте лучшими стали советские спортсмены, впервые принимавшие участие в зимних Играх.
- 1958 — столкновение бомбардировщика B-47 и истребителя F-86 над островом Тайби — авиационное происшествие над побережьем американского штата Джорджия, в результате которого истребитель был потерян, а экипажу бомбардировщика пришлось аварийно сбросить в океан водородную бомбу Mark 15. Бомба до сих пор не найдена; считается, что она покоится на дне залива Уоссо (англ. Wassaw Sound) к югу от курортного города Тайби-Айленд.
- 1960 — принято постановление ЦК КПСС и Совета Министров СССР об организации в Москве Университета дружбы народов.
- 1964 — премьера фильма «Человек из Рио».
- 1971
  - В Уругвае организована левая политическая коалиция «Широкий фронт».
  - Третья команда американцев на Apollo 14 высаживается на Луну.
- 1971 — появился фондовый индекс NASDAQ.
- 1975 — полковник Ришар Рацимандрава вступил в должность президента Мадагаскара, заняв также посты министра национальной обороны и министра планирования. Убит в ходе покушения после неполных семи дней правления.
- 1979
  - Аятолла Хомейни провозгласил Иран исламским государством.
  - В Антарктиде, на берегу моря Уэдделла, открыта аргентинская научно-исследовательская полярная станция Бельграно II.
- 1985
  - Испания открыла границу с Гибралтаром после 16 лет закрытия.
  - Мэр Рима Уго Ветере и мэр Карфагена Хедли Клиби встречаются в Тунисе, чтобы официально подписать перемирие, завершившее Третью Пуническую войну, начавшуюся 2133 года назад.
- 1987 — с космодрома Байконур запущен советский пилотируемый корабль Союз ТМ-2. Экипаж: Юрий Романенко и Александр Лавейкин.
- 1989
  - Начал вещание британский 24-часовой новостной телеканал Sky News.
  - Начал вещание французский телеканал Eurosport, являющийся крупнейшим общеевропейским спортивным телеканалом.
- 1991 — столица Кыргызстана, город Фрунзе, переименована в Бишкек.
- 1992 — в Лунный Новый год в центре города Урумчи произошёл теракт. Трое человек погибли, 23 получили ранения.
- 1993 — Роберт Джеймс Вулси стал Директором ЦРУ.
- 1994
  - На рынке Маркале, в столице Боснии и Герцеговины Сараеве, взорвалась 120-мм артиллерийская мина. Погибли 68 человек, 144 были ранены.
  - Сиприен Нтарьямира стал президентом Бурунди.
- 1997 — Кульджинские события. Волнения коренного уйгурского населения Синьцзян-Уйгурского автономного района в городе Кульджа, расположенного на северо-западе КНР, административном центре ИКАО.
- 2000 — массовое убийство группы мирных жителей в посёлке Новые Алды и прилегающих районах г. Грозного. По данным Европейского суда по правам человека, а также ряда журналистов и правозащитных организаций, оно было совершено бойцами ОМОНа ГУВД Санкт-Петербурга и Ленинградской области и ОМОНа УВД по Рязанской области. Согласно докладу общества «Мемориал», всего было убито 56 человек, по данным Human Rights Watch — 60 человек.

### XXI век
- 2001 — на станции московского метро «Белорусская-кольцевая» сработало взрывное устройство.
- 2004 — Восстание на Гаити: группы повстанцев установили контроль над городом Гонаивом, начав тем самым восстание против Жана-Бертрана Аристида.
- 2005 — Фор Гнассингбе стал президентом Того.
- 2009
  - В Париже прошёл 18-й конгресс Революционной коммунистической лиги, на котором большинство делегатов проголосовали за роспуск РКЛ. На следующий день, 6 февраля, начал свою работу учредительный съезд Новой антикапиталистической партии.
  - Сомалийские пираты, после получения выкупа в размере 3,2 миллиона долларов США, освободили украинское судно «Фаина».
- 2012 — во втором туре выборов президентом Финляндии избран Саули Ниинистё.

## Родились
См. также: Категория:Родившиеся 5 февраля

### До XIX века
- 976 — Император Сандзё (ум. 1017), 67-й император Японии (1011—1016), синтоистское божество.
- 1505 — Эгидий Чуди (или Гильг Чуди; ум. 1572), швейцарский историк, географ, политический деятель.
- 1626 — Мадам де Севинье (ум. 1696), французская писательница, автор знаменитых «Писем».
- 1764 — сэр Роберт Стопфорд (ум. 1847), адмирал Британского Королевского флота.
- 1784 — Михаил Баратаев (ум. 1856), российский государственный деятель, историк, основоположник грузинской нумизматики.
- 1788 — Роберт Пиль (ум. 1850), британский государственный деятель.

### XIX век
- 1804 — Юхан Людвиг Рунеберг (ум. 1877), финский поэт, автор гимна Финляндии.
- 1808 — Карл Шпицвег (ум. 1885), немецкий художник, рисовальщик и иллюстратор, представитель стиля бидермайер.
- 1810 — Уле Булль (ум. 1880), скрипач, композитор, фольклорист, один из создателей норвежской музыкальной школы.
- 1812 — Жорж Дантес (ум. 1895), французский офицер-кавалергард, убийца А. С. Пушкина.
- 1831 — Виктор Абаза (ум. 1898), российский историк и военный педагог.
- 1836 — Николай Добролюбов (ум. 1861), русский литературный критик.
- 1837 — Константин Арсеньев (ум. 1919), русский публицист, литературовед, юрист, общественный и земский деятель.
- 1840
  - Джон Бойд Данлоп (ум. 1921), шотландский ветеринар, изобретатель пневматической шины, один из основателей компании Dunlop Tyres.
  - Хайрем Стивенс Максим (ум. 1916), британский конструктор-оружейник и промышленник, создатель автоматической винтовки, пушки и станкового пулемёта «Максим».
- 1844 — Лотар Кемптер (ум. 1918), немецко-швейцарский композитор, дирижёр и музыкальный педагог.
- 1848 — Жорис Гюисманс (ум. 1907), французский писатель, первый президент Гонкуровской академии (с 1900).
- 1851 — Иван Сытин (ум. 1934), русский издатель-просветитель.
- 1864 — Карл Тейке (ум. 1922), немецкий композитор, автор более 100 военных маршей и других произведений.
- 1875 — Рикардо Виньес (ум. 1943), испанский пианист.
- 1878 — Андре Гюстав Ситроен (ум. 1935), французский инженер и промышленник, создатель известной автомобильной компании.
- 1880 — Габриель Вуазен (ум. 1973), французский пионер авиации, конструктор аэропланов и автомобилей, предприниматель.
- 1893 — Вадим Шершеневич (ум. 1942), русский поэт, переводчик, один из основателей имажинизма.

### XX век
- 1904 — Григорий Большаков (ум. 1974), оперный певец (тенор), народный артист РСФСР.
- 1906
  - Семён Захаров (ум. 1986), адмирал ВМФ СССР, в 1939—1947 гг. член Военного Совета Тихоокеанского флота.
  - Джон Кэррадайн (ум. 1988), американский актёр
- 1909 — Андре Барсак (ум. 1973), французский художник, кинорежиссёр и сценарист.
- 1910 — Франсиско Варальо (ум. 2010), легендарный аргентинский футболист, бронзовый призёр чемпионата мира 1930 года.
- 1913 — Гражина Бацевич (ум. 1969), польская скрипачка, композитор и педагог.
- 1914
  - Уильям Сьюард Берроуз (ум. 1997), американский писатель, эссеист, представитель бит-поколения.
  - Алан Ходжкин (ум. 1998), британский нейрофизиолог и биофизик, нобелевский лауреат по физиологии и медицине (1963).
- 1915 — Роберт Хофштадтер (ум. 1990), американский физик, лауреат Нобелевской премии (1961).
- 1918
  - Кара Караев (ум. 1982), азербайджанский композитор, народный артист СССР.
  - Назар Наджми (ум. 1999), башкирский и татарский поэт, публицист, драматург, народный поэт Башкортостана.
- 1919 — Анатолий Рыбаков (ум. 1962), русский советский кинорежиссёр.
- 1922 — Ксения Маринина (ум. 2014), деятель советского и российского телевидения, телережиссёр, создательница и художественный руководитель телепередачи «Кинопанорама», народная артистка России.
- 1923 — Леонид Щемелёв (ум. 2021), советский и белорусский художник.
- 1924 — Александр Матросов (погиб в 1943), рядовой стрелкового полка, Герой Советского Союза (посмертно).
- 1930 — Ростислав Янковский (ум. 2016), белорусский актёр театра и кино, народный артист СССР.
- 1932 — Чезаре Мальдини (ум. 2016), итальянский футболист и тренер
- 1939 — Рустам Ибрагимбеков (ум. 2022), народный писатель Азербайджана, киносценарист, заслуженный деятель искусств России и Азербайджана.
- 1943
  - Майкл Манн, американский кинорежиссёр, сценарист и продюсер, лауреат премий BAFTA и «Эмми».
  - Виктор Овчаренко, российский философ, социолог, историк и психолог.
  - Душан Угрин, чехословацкий футболист и чешский футбольный тренер.
- 1946
  - Виктор Ильичёв (ум. 2010), советский актёр
  - Шарлотта Рэмплинг, английская актриса кино и телевидения.
- 1947 — Мэри Луиз Клив (ум. 2023), астронавт-инженер НАСА. Совершила два космических полёта на шаттле «Атлантис»: STS-61B (1985) и STS-30 (1989).
- 1948
  - Барбара Херши (при рожд. Барбара Линн Херцштайн), американская актриса, лауреат премий «Эмми», «Золотой глобус».
  - Том Уилкинсон (р. 1948), британский актёр театра и кино, дважды номинировался на кинопремию «Оскар» и обладатель премий BAFTA (1998), «Эмми» (2008), «Золотой глобус» (2009).
  - Свен-Ёран Эрикссон (ум. 2024), крупнейший шведский футбольный тренер.
- 1951 — Николай Меркушкин, российский государственный и политический деятель, глава Республики Мордовия (1995—2012), губернатор Самарской области (2012—2017), специальный представитель Президента Российской Федерации по взаимодействию со Всемирным конгрессом финно-угорских народов (с 2017).
- 1956 — Александр Вулых, российский писатель
- 1962
  - Дженнифер Джейсон Ли (при рожд. Дженнифер Ли Морроу), американская актриса, кинорежиссёр, сценарист, певица.
  - Виктор Раков, советский и российский актёр театра и кино, певец, диктор телевидения, народный артист РФ.
- 1964
  - Лора Линни, американская актриса кино и телевидения, обладательница четырёх «Эмми» и двух «Золотых глобусов».
  - Дафф Маккаган, американский рок-музыкант, бас-гитарист, бывший участник группы «Guns N’ Roses».
- 1965 — Георге Хаджи, румынский футболист.
- 1967 — Фредерик Питчер, 28-й президент Науру (в 2011).
- 1968 — Маркус Гронхольм, финский автогонщик, двукратный чемпион мира по ралли WRC (2000, 2002).
- 1969 — Бобби Браун, американский R&B- и рэп-исполнитель, автор песен, танцор и актёр.
- 1970
  - Астрид Кумбернусс, немецкая толкательница ядра, олимпийская чемпионка (1996), трёхкратная чемпионка мира
  - Михал Сливиньский, советский, украинский и польский гребец на каноэ, многократный чемпион мира.
- 1971 — Сара Эванс, американская кантри певица и композитор.
- 1973 — Дэн Япин, китайская спортсменка (настольный теннис), 4-кратная олимпийская чемпионка, многократная чемпионка мира.
- 1975 — Джованни ван Бронкхорст, нидерландский футболист и тренер.
- 1976 — Тони Джаа (наст. имя Паном Йирам), тайский киноактёр, мастер боевых искусств, хореограф, каскадёр и кинорежиссёр.
- 1977 — Бен Эйнсли, британский яхтсмен, 4-кратный олимпийский чемпион.
- 1978 — Самуэль Санчес, испанский велогонщик, олимпийский чемпион (2008).
- 1981
  - Жюли Зенатти, французская певица, исполнительница роли Флёр-де-Лис в мюзикле «Нотр-Дам де Пари».
  - Нора Зехетнер, американская актриса кино и телевидения.
  - Сара Фостер, американская актриса и модель.
- 1984 — Карлос Тевес, аргентинский футболист, олимпийский чемпион (2004).
- 1985
  - Джейми Брюэр, американская актриса и модель.
  - Криштиану Роналду, португальский футболист, чемпион Европы (2016), лучший бомбардир в истории национальных сборных.
- 1987 — Даррен Крисс, американский актёр театра, кино и телевидения, автор песен и музыкант.
- 1988 — Натали Гайзенбергер, немецкая саночница, 6-кратная олимпийская чемпионка, многократная чемпионка мира и Европы
- 1992
  - Неймар (Неймар да Силва Сантос Жуниор), бразильский футболист, олимпийский чемпион (2016).
  - Ли Дэ Хун, южнокорейский тхэквондист, трёхкратный чемпион мира.
  - Карина Фогт, немецкая прыгунья на лыжах с трамплина, олимпийская чемпионка (2014), многократная чемпионка мира.
- 1993 — Лим Джон Сим, северокорейская тяжелоатлетка, двукратная олимпийская чемпионка.

## Скончались
См. также: Категория:Умершие 5 февраля

### До XIX века
- 1578 — Джованни Баттиста Морони (р. 1522), итальянский художник-портретист.
- 1679 — Йост ван ден Вондель (р. 1587), нидерландский поэт и драматург.
- 1790 — Уильям Каллен (р. 1710), шотландский врач и химик.

### XIX век
- 1803 — Джамбаттиста Касти (р. 1724), итальянский поэт, член академии Аркадия.
- 1855 — графиня Наталия Строганова (р. 1800), фрейлина русского двора, хозяйка салона, близкая знакомая А. С. Пушкина.
- 1862 — княгиня Зинаида Волконская (р. 1792), русская писательница, хозяйка литературного салона.
- 1881 — Томас Карлейль (р. 1795), британский писатель, публицист, историк и философ.
- 1882 — Хосе Сельгас (р. 1822), испанский поэт, прозаик и журналист.
- 1888 — Антон Мауве (р. 1838), нидерландский художник-пейзажист.
- 1895 — Александр Абаза (р. 1821), российский государственный деятель, госконтролёр Российской империи (1871—1874), министр финансов (1880—1881).
- 1896 — Николай Страхов (р. 1828), русский философ, публицист, литературный критик.

### XX век
- 1907
  - Николай Меншуткин (р. 1842), русский химик.
  - Людвиг Тюйе (р. 1861), немецкий композитор и музыкальный педагог.
- 1909 — Александр Сент-Ив д’Альвейдр (р. 1842), французский оккультист.
- 1915 — Арман Пежо (р. 1849), французский автопромышленник, основатель фирмы Peugeot.
- 1919 — Василий Розанов (р. 1856), русский религиозный философ, литературный критик и публицист.
- 1920
  - князь Евгений Трубецкой (р. 1863), русский философ, правовед, публицист, общественный деятель.
  - покончил с собой Вениамин Хвостов (р. 1868), русский философ и социолог.
- 1925 — Антти Аматус Аарне (р. 1867), финский филолог, исследователь фольклора.
- 1926
  - Андре Жедальж (р. 1856), французский композитор и педагог.
  - убит Теодор Нетте (р. 1896), дипкурьер наркомата иностранных дел СССР.
- 1937 — Лу Андреас-Саломе (р. 1861), русская и немецкая писательница, философ, психоаналитик.
- 1938 — Сергей Виноградов (р. 1869), русский живописец и график.
- 1941 — Эндрю Бартон Патерсон (р. 1864), австралийский поэт буша, журналист, писатель.
- 1947 — Ганс Фаллада (наст. имя Рудольф Вильгельм Фридрих Дитцен; р. 1893), немецкий писатель.
- 1954 — Альберто Бралья (р. 1883), итальянский гимнаст, трёхкратный олимпийский чемпион.
- 1957 — Семён Дуван (р. 1870), российский благотворитель, городской голова Евпатории (1906—1910).
- 1962 — Жак Ибер (р. 1890), французский композитор.
- 1965 — Анастасий Вонсяцкий (р. 1898), русский политик-эмигрант, один из основоположников русского фашизма.
- 1966 — Людвиг Бинсвангер (р. 1881), швейцарский психиатр, основоположник экзистенциальной психологии.
- 1971 — Матьяш Ракоши (р. 1892), венгерский социалист сталинистского толка, глава венгерских коммунистов (1945—1956).
- 1972
  - Владимир Давидянц (р. 1905), советский учёный горного дела, основатель научной школы.
  - Марианна Мур (р. 1887), американская поэтесса-модернистка.
- 1979 — Грете Розенберг (р. 1896), немецкая пловчиха, серебряный призёр летних Олимпийских игр (1912).
- 1991 — Дин Джаггер (р. 1903), американский актёр, лауреат премии «Оскар».
- 1993 — Джозеф Лео Манкевич (р. 1909), американский кинорежиссёр, продюсер, сценарист.
- 1999 — Василий Леонтьев (р. 1906), американский экономист русского происхождения, лауреат Нобелевской премии (1973).
- 2000 — Клод Отан-Лара (р. 1901), французский кинорежиссёр.

### XXI век
- 2003 — Антонина Шуранова (р. 1936), актриса театра и кино, народная артистка РСФСР.
- 2008 — Махариши Махеш Йоги (р. 1917), индийский философ, основатель теории трансцендентальной медитации.
- 2010
  - Кларк Скоулз (р. 1930), американский пловец, олимпийский чемпион (1952).
  - Галимзян Хусаинов (р. 1937), советский футболист, серебряный призёр чемпионата Европы (1964).
- 2013 — Юрий Скоков (р. 1938), первый Секретарь Совета Безопасности Российской Федерации (1992—1993).
- 2014 — Роберт Алан Даль (р. 1915), американский политолог, профессор Йельского университета.
- 2015 — Вал Логсдон Фитч (р. 1923), американский физик, лауреат Нобелевской премии (1980).
- 2020 — Кирк Дуглас (наст. имя И́сер Данило́вич; р. 1916), американский актёр, лауреат премий «Оскар», «Золотой глобус» и др.
- 2021
  - Йозеф Бенц (р. 1944), швейцарский бобслеист, олимпийский чемпион (1980), трёхкратный чемпион мира.
  - Кристофер Пламмер (р. 1929), канадский актёр, лауреат премии «Оскар» (2012).
- 2022 — Виктор Бутурлин (р. 1946), советский и российский кинорежиссёр и сценарист, художник-постановщик и актёр.
- 2023
  - Геннадий Базаров (р. 1942), советский и киргизский кинорежиссёр и сценарист.
  - Первез Мушарраф (р. 1943), пакистанский военный и государственный деятель, президент Пакистана (2001—2008).
- 2024
  - Дрис Ван Агт (р. 1931), нидерландский государственный, политический и общественный деятель. Премьер-министр Нидерландов (1977—1982).
  - Майкл Джейстон (р. 1935), английский актёр.
  - Тоби Кит (р. 1961), американский исполнитель кантри-музыки, он записал более 20 альбомов четыре его альбома возглавляли национальный хит-парад Billboard 200. В 2024 году был посвящён в Зал славы кантри.
  - Цутому Ханахара (р. 1940), японский борец греко-римского стиля, чемпион Олимпийских игр.

## Народный календарь, приметы и фольклор Руси
Агафонник Полухлебник.
- Агафонник в закромах спины не разгибает, здоровому зерну счёт ведёт[5].
- Коли утром кричит синица — к морозу[6].